# ايبرهارد كارل
ايبرهارد كارل (بالألمانية: Eberhard Carl)‏ (13 مايو 1965 بناغولد في ألمانيا - ) هو مدرب كرة قدم ولاعب كرة قدم ألماني في مركز الهجوم. لعب مع شتوتغارت كيكرز ونادي بفورتسهايم .1 ونادي كارلسروه وSV Böblingen ‏.

## وصلات خارجية
- ايبرهارد كارل على موقع قاعدة بيانات كرة القدم.إي يو (الإنجليزية)
- ايبرهارد كارل على موقع بيانات كرة القدم. دي إي (الألمانية)
- ايبرهارد كارل على موقع عالم كرة القدم.نت (الإنجليزية)